# Delta Arietis
Delta Arietis (δ Ari, δ Arietis) este o stea din constelația Berbecul. Are denumirea tradițională de Botein care este derivată din cuvântul arăbesc pentru „burtă”. Magnitudinea vizuală aparentă a stelei este de 4,35, care este destul de mare pentru a permite observarea stelei cu ochiul liber. Steaua are o schimbare anuală a paralaxei de 19,22 mas;  coresponzând cu o distanță fizică de aproximativ 170 ani lumină (52 parseci) de Pământ.
Steaua esre o giantă evoluată cu clasificarea stelară (spectrală) K2 III.  Asta aprține unei grupe de stele de gigante roșii, ceea ce înseamnă că energia stelei se obține prin fuziunea heliului în nucleu său.  Având aproximativ masa Soarelui,  atmosfera stelară s-a extins în jurul stelei pe o mărime de 10 ori mai mare decât raza Soarelui. . Steaua strălucește cu o luminozitate de 45 ori mai mare ca a Soarelui  și o temperatură efectivă de 4,810 K,  
ceea ce conferă o nunață de portocaliu luminescent tipic unei stele de tipul K.  Susceptibil, ar putea fi o stea variabilă de magnitudine între 4,33 și 4,37.

## Etimologie
Denumirea de Botein este derivată din Al Bīrūnī's Al Buṭayn (ألبطين), derivatul Al Baṭn, „Burta”. Aceasta provine din asociația de stele ε Ari, ζ Ari, π Ari și ρ3 Ari
În conformitate cu catalogul stelar din Technical Memorandum 33-507 - A Reduced Star Catalog Containing 537 Named Stars, Al Buṭain a fost un nume compun pentru cinci stele: :δ Ari ca Botein, π Ari ca Al Buṭain I, ρ3 Ari ca Al Buṭain II, ε Ari ca Al Buṭain III și ζ Ari ca Al Buṭain IV
În catalogul stelar din Calendarium of Al Achsasi Al Mouakket, această stea a fost denumită Nir al Botain, care a fost tradus în latină ca Lucida Ventris, asta însemnând cea mai luminoasă din burtă.
În chineză, 天陰 (Tiān Yīn), însemnând Forța Yin, se referă la un asterism ce constă în stelele δ Arietis, 63 Arietis,  ζ Arietis, τ Arietis și 65 Arietis.  În mod consecvent, δ Arietis însuși este cunoscut ca 天陰四 (Lóu Su sì, A patra stea a forței Yin.)